# Tellervo incisa
Tellervo incisa är en fjärilsart som beskrevs av Embrik Strand 1911. Tellervo incisa ingår i släktet Tellervo och familjen praktfjärilar. Inga underarter finns listade i Catalogue of Life.